# Соколенко, Тамара Михайловна
Тамара Михайловна Соколенко (7 апреля 1943 года, с. Козловка Кыштовского района Новосибирской области, РСФСР, СССР, — 29 июня 2020 года, Новосибирск, Российская Федерация) — швея, Герой Социалистического Труда.

## Биография
Родилась 7 апреля 1943 года в селе Козловка Кыштовского района Новосибирской области. Член КПСС.
С 1959 года — на хозяйственной, общественной и политической работе. В 1959—2001 гг. — швея-мотористка новосибирской швейной фабрики «Северянка», инициатор соревнования «За пятилетку – 10 годовых норм» в трёх пятилетках, обладательница звания «Лучший рабочий-наставник молодёжи», в книге Трудовой Славы Министерства лёгкой промышленности РСФСР.
23 мая 1986 года Указом Президиума Верховного Совета СССР присвоено звание Героя Социалистического Труда с вручением ордена Ленина и золотой медали «Серп и Молот».
За разработку и выполнение встречных планов, осуществление мероприятий по повышению производительности труда на каждом рабочем месте, обеспечение режима экономии, развитие движения наставничества в составе коллектива была удостоена Государственной премии СССР за выдающиеся достижения в труде 1976 года.
Избиралась депутатом Верховного Совета РСФСР 9-го созыва.
Жила в городе Новосибирске. 
Скончалась 29 июня 2020 года в городе Новосибирске. 
- Памятный знак «За труд на благо города» (Новосибирск, 2013)[1].